# Pulau Batang
Pulau Batang is een bestuurslaag in het regentschap Lingga van de provincie Riau-archipel, Indonesië. Pulau Batang telt 1040 inwoners (volkstelling 2010).